# 10.5: Apocalypse
10.5: Apocalypse is een Amerikaanse miniserie uit 2006, geregisseerd en geproduceerd door John Lafia. De miniserie is een vervolg op de televisiefilm 10.5. De serie volgt een aantal seismologische rampen, waaronder aardbevingen, vulkaanuitbarstingen en tsunami's. De miniserie werd net als zijn voorganger slecht ontvangen, met veel kritiek op de wetenschappelijke onwaarheden, het cliché plot en de slechte karakterontwikkelingen.
De serie werd volledig opgenomen in de buurt van Montreal, waar ook het special effects-bedrijf "Hybride" is gevestigd.

## Verhaal
Een grote aardbeving in Los Angeles zorgt ervoor dat er een breuklijn blootgelegd wordt door het gehele Amerikaanse continent. Nog een aardbeving zou het Amerikaanse landschap definitief kunnen veranderen, waardoor Canada en de Verenigde Staten voortaan van elkaar gescheiden zijn. In Las Vegas heeft de aardbeving al een grote ravage aangericht, waardoor een groep casinogangers vast zit in een van de casino's en moet zien te ontsnappen.